# 淮海街道
淮海街道，是中华人民共和国江苏省淮安市清江浦区下辖的一个乡镇级行政单位。

## 行政区划
淮海街道下辖以下地区：
交通社区、车站社区、向阳社区、新村社区、立新社区、北新村社区、黄河南社区和健康路社区。